# بطولة أمم آسيا للسيدات تحت 19 سنة 2011
بطولة أمم آسيا للسيدات تحت 19 سنة 2011 هي المسابقة السادسة في تاريخ بطولة أمم آسيا للسيدات تحت 19 سنة، والتي تقام كل سنتين. المنتخب المستضيف سوف يتم الإعلان عنه بعد إقامة مواعيد التصفيات. مجموع 3 فرق سوف تسافر إلى فيتنام للمشاركة كأس العالم للسيدات تحت 20 سنة 2012.

## التصنيف
| الفئة الأولى                                                 | الفئة الثانية                     | الفئة الثالث                                                                  |
| ------------------------------------------------------------ | --------------------------------- | ----------------------------------------------------------------------------- |
| اليابان · كوريا الجنوبية · كوريا الشمالية · الصين · أستراليا | فيتنام · تايلاند · تايبيه الصينية | ميانمار · هونغ كونغ · الفلبين · أوزبكستان · الهند · بنغلاديش · الأردن · إيران |

- الفئة 1: الفرق التي حازت المراكز 1-5 في2009 يتأهلون مباشرتاً إلى النهائيات
- الفئة 2: الفرق الحائزة على المراكز 6-8 في 2009 يعبرون إلى الدور الثاني من البطولة
- الفئة 3: بقية الفرق تلعب الدور الأول من التصفيات[1]

## تصفيات المرحلة الأولى
فقط متصدر مجموعة من المجموعات التالية يتأهل إلى الدور الثاني.

### المجموعة الأولى
| المنتخب   | لعب   | فوز   | تعادل | خسر   | له    | عليه  | فرق   | النقاط |
| --------- | ----- | ----- | ----- | ----- | ----- | ----- | ----- | ------ |
| أوزبكستان | 2     | 2     | 0     | 0     | 5     | 0     | +5    | 6      |
| ميانمار   | 2     | 1     | 0     | 1     | 5     | 1     | +4    | 3      |
| الفلبين   | 2     | 0     | 0     | 2     | 0     | 9     | -9    | 0      |
| هونغ كونغ | إنسحب | إنسحب | إنسحب | إنسحب | إنسحب | إنسحب | إنسحب | إنسحب  |

| ميانمار | 0 – 1 | أوزبكستان       |
| ------- | ----- | --------------- |
|         | تقرير | غوغويفا سليم 8' |

| الفلبين | 0 – 5 | ميانمار                                                      |
| ------- | ----- | ------------------------------------------------------------ |
|         | تقرير | واي واي اونغ 25' · هلا ين فين 74'، 88' · تو راي زار 80'، 84' |

| الفلبين | 0 – 4 | أوزبكستان                                                                                |
| ------- | ----- | ---------------------------------------------------------------------------------------- |
|         | تقرير | كاراشخيك ليودميلا 26' · بخروموفا فضيلات 53' · سافينا روشانيا 56' · تورديبويفا فيروزا 68' |

المباريات سوف تلعب من 20-24 سبتمبر; وبضيافة مانيلا عاصمة الفلبين.

### المجموعة الثانية
| المنتخب  | لعب | فوز | تعادل | خسر | له | عليه | فرق | النقاط |
| -------- | --- | --- | ----- | --- | -- | ---- | --- | ------ |
| إيران    | 3   | 3   | 0     | 0   | 13 | 4    | 9+  | 9      |
| الهند    | 3   | 2   | 0     | 1   | 10 | 4    | 6+  | 6      |
| الأردن   | 3   | 1   | 0     | 2   | 8  | 6    | 2+  | 3      |
| بنغلاديش | 3   | 0   | 0     | 3   | 1  | 18   | 17− | 0      |

المباريات لعبت من 20-24 سبتمبر; والمدينة المستضيفة هي دكا في بنغلاديش.
| إيران                            | 4 – 2 | الهند                 |
| -------------------------------- | ----- | --------------------- |
| بروين 18'، 29'، 70' · بهرامي 59' | تقرير | بينديا 25' · رينا 52' |

| الأردن                                                | 6 – 1 | بنغلاديش |
| ----------------------------------------------------- | ----- | -------- |
| آية 34' · شاهيناز 37'، 64'، 92' · ميسان 42' · شذى 75' | تقرير | سبينا 8' |

| الهند                | 2 – 0 | الأردن |
| -------------------- | ----- | ------ |
| سلام 19' · سورين 25' | تقرير |        |

| إيران                                                                          | 6 – 0 | بنغلاديش |
| ------------------------------------------------------------------------------ | ----- | -------- |
| سيدة تانين ناراغي 44'، 60'، 73' · زهرة غنباري 47' (ركلة جزاء)، 86' · بروين 50' | تقرير |          |

| الأردن | 2 – 3 | إيران |
| ------ | ----- | ----- |
|        | تقرير |       |

| الهند | 6 – 0 | بنغلاديش |
| ----- | ----- | -------- |
|       | تقرير |          |

## تصفيات المرحلة الثانية
المنتخبات الخمسة ستخوض مرحلة مجموعة واحدة. وسوف يحصل الفريق الفائز من المجموعة على التأهل المباشر للبطولة، إلى جانب الفرق الخمسة الأعلى تصنيفاً. الدور الثاني من التصفيات سوف يعقد من 21-30 أكتوبر 2010 كوالا لامبور في ماليزيا.
| المنتخب        | لعب | فوز | تعادل | خسر | له | عليه | فرق | النقاط |
| -------------- | --- | --- | ----- | --- | -- | ---- | --- | ------ |
| فيتنام         | 3   | 3   | 0     | 0   | 8  | 1    | 6+  | 9      |
| تايلاند        | 3   | 2   | 1     | 0   | 13 | 2    | 11+ | 7      |
| أوزبكستان      | 3   | 1   | 1     | 1   | 7  | 6    | 1+  | 4      |
| تايبيه الصينية | 3   | 1   | 0     | 2   | 5  | 7    | 2−  | 3      |
| إيران          | 4   | 0   | 0     | 4   | 3  | 20   | 17− | 0      |

| تايبيه الصينية | 0 – 2 | تايلاند                                         |
| -------------- | ----- | ----------------------------------------------- |
|                | تقرير | Taneekarn Dangda 7' · Feng Meng-Ping 24' (ه.ذ.) |

| إيران             | 1 – 5 | أوزبكستان                                                                                      |
| ----------------- | ----- | ---------------------------------------------------------------------------------------------- |
| Rahimi Maryam 62' | تقرير | Kamola Riskieva 19'، 74' · Selime Gugueva 33' · Fazilat Bakhromova 77' · Lyudmila Karachik 89' |

| أوزبكستان | 0 – 3 | فيتنام                                        |
| --------- | ----- | --------------------------------------------- |
|           | تقرير | Pham Hai Yen 68'، 88' · Nguyen Thi Nguyet 90' |

| إيران                                      | 2 – 4 | تايبيه الصينية                                             |
| ------------------------------------------ | ----- | ---------------------------------------------------------- |
| Razieh Ahmadi 71' · Ghashieh Samaneh 90+2' | تقرير | Liu Chien-Yun 3' · Chen Li-Wen 44'، 73' · Yang Ching 90+1' |

| فيتنام                                         | 2 – 0 | إيران |
| ---------------------------------------------- | ----- | ----- |
| Nguyen Thi Lieu 8' · Nguyen Thi Tuyet Dung 36' | تقرير |       |

| تايلاند                                   | 2 – 2 | أوزبكستان                                  |
| ----------------------------------------- | ----- | ------------------------------------------ |
| Taneekarn Dangda 28' · Pajaree Thaoto 63' | تقرير | Feruza Turdiboeva 45' · Selime Gugueva 66' |

| تايلاند | 9 – 0 | إيران |
| ------- | ----- | ----- |
|         | تقرير |       |

| تايبيه الصينية | 1 – 3 | فيتنام |
| -------------- | ----- | ------ |
|                | تقرير |        |

| أوزبكستان | – | تايبيه الصينية |
| --------- | - | -------------- |
|           |   |                |

| فيتنام | – | تايلاند |
| ------ | - | ------- |
|        |   |         |